# ۶۶۷ (قمری)
۶۶۷ (قمری)، ششصد و شصت و هفتمین سال در گاهشماری هجری قمری است. اول محرم این سال برابر با دهم سپتامبر سال ۱۲۶۸ میلادی است.